# Сюй Юфан
Сюй Юфан (кит. 徐有芳, род. декабрь 1939, Гуандэ, Аньхой) — китайский государственный и политический деятель, секретарь (глава) парткома КПК провинции Хэйлунцзян с 1997 по 2003 гг.
Ранее министр лесного хозяйства КНР (1993—1997). Член Центрального комитета Компартии Китая 15 и 16-го созывов.

## Биография
Родился в декабре 1939 года в уезде Гуандэ, провинция Аньхой.
С 1959 по 1963 гг. учился на факультете лесного хозяйства Аньхойского сельскохозяйственного университета.
С августа 1963 по октябрь 1973 года в лесхозе Бацзяцзы (провинция Цзилинь), где последовательно прошёл должности техника отдела лесного хозяйства, сотрудника планового отдела, отдела пропаганды партотделения КПК лесхоза и секретаря канцелярии парткома. В апреле 1973 года вступил в Коммунистическую партию Китая.
С октября 1973 по ноябрь 1981 года — сотрудник, заместитель начальника, начальник планового отдела Комитета лесного хозяйства администрации провинции Цзилинь. С ноября 1981 года — первый заместитель директора лесхоза Лушуйхэ (Цзилинь) и член Постоянного комитета партотделения КПК лесхоза. С апреля 1983 года — заместитель директора, директор Цзилиньской комплексной лесопромышленной компании, секретарь партотделения КПК компании по совместительству.
С марта 1986 года — начальник управления лесной промышленности Министерства лесного хозяйства КНР, заместитель министра лесного хозяйства КНР, член партбюро Министерства. С мая 1987 года — заместитель начальника штаба по тушению пожаров в районе Большого Хингана.
В марте 1993 года назначен министром лесного хозяйства КНР. Одновременно секретарь партбюро КПК Министерства, заместитель начальника и секретарь канцелярии Всекитайского комитета по озеленению, с 1994 года — начальник Координационной группы КНР по предотвращению опустынивания и ликвидации его последствий, а с июня 1996 года — заместитель начальника Комитета по охране окружающей среды при Госсовете КНР по совместительству. С февраля 1997 года — заместитель начальника пекинского комитета по озеленению.
В июле 1997 года назначен на высшую региональную позицию секретарём (главой) парткома КПК провинции Хэйлунцзян. С февраля 1999 года одновременно — председатель Постоянного комитета Собрания народных представителей провинции.
В апреле 2003 года вышел в отставку из региональной политики. В том же месяце назначен заместителем главы Руководящей группы по делам деревни, работал на этой должности до июля 2007 года.